# Lista de membros da Academia Nacional de Ciências dos Estados Unidos (física)
Esta lista é uma subseção da lista de membros da Academia Nacional de Ciências dos Estados Unidos, que inclui aproximadamente 2000 membros e 350 associados estrangeiros da Academia Nacional de Ciências dos Estados Unidos, cada um dos quais sendo afiliado a uma das 31 seções disciplinares. São dados o nome, instituição primária e ano da seleção. Esta lista não inclui membros falecidos.

## Física
| Gerard 't Hooft              | Universidade de Utrecht                                          | 1984 |
| Anatole Abragam              | Collège de France                                                | 1977 |
| Elihu Abrahams               | Universidade Rutgers                                             | 1987 |
| Robert Adair                 | Universidade Yale                                                | 1976 |
| Eric Adelberger              | Universidade de Washington                                       | 1994 |
| Stephen Adler                | Instituto de Estudos Avançados de Princeton                      | 1975 |
| Harold Agnew                 | General Atomics                                                  | 1979 |
| Yakir Aharonov               | Universidade da Carolina do Sul                                  | 1993 |
| Guenter Ahlers               | Universidade da Califórnia em Santa Bárbara                      | 1982 |
| Philip Warren Anderson       | Universidade de Princeton                                        | 1967 |
| Arthur Ashkin                | Bell Labs                                                        | 1996 |
| Alain Aspect                 | Institut d'Optique                                               | 2008 |
| Robert Austin                | Universidade de Princeton                                        | 1999 |
| William Bardeen              | Fermilab                                                         | 1999 |
| Barry Barish                 | Instituto de Tecnologia da Califórnia                            | 2002 |
| Gordon Baym                  | Universidade de Illinois em Urbana-Champaign                     | 1982 |
| George Benedek               | Instituto de Tecnologia de Massachusetts                         | 1981 |
| James Bergquist              | National Institute of Standards and Technology                   | 2009 |
| Michael Berry                | Universidade de Bristol                                          | 1995 |
| James Bjorken                | Universidade Stanford                                            | 1973 |
| Nicolaas Bloembergen         | Universidade do Arizona                                          | 1960 |
| Felix Boehm                  | Instituto de Tecnologia da Califórnia                            | 1983 |
| Richard G. Brewer            | IBM                                                              | 1980 |
| Édouard Brézin               | Escola Normal Superior de Paris                                  | 2003 |
| Gerald Brown                 | State University of New York at Stony Brook                      | 1978 |
| Keith Brueckner              | Universidade da Califórnia em San Diego                          | 1969 |
| Philip Bucksbaum             | Universidade de Michigan                                         | 2004 |
| Claudio (Teitelboim) Bunster | Center for Scientific Studies (Valdivia, Chile)                  | 2005 |
| Curtis Callan                | Universidade de Princeton                                        | 1989 |
| Paul Chaikin                 | Universidade de Princeton                                        | 2004 |
| Owen Chamberlain             | Universidade da Califórnia em Berkeley                           | 1960 |
| Moses Chan                   | Universidade Estadual da Pensilvânia                             | 2000 |
| Geoffrey Chew                | Universidade da Califórnia em Berkeley                           | 1962 |
| Steven Chu                   | Universidade da Califórnia em Berkeley                           | 1993 |
| Marvin Cohen                 | Universidade da Califórnia em Berkeley                           | 1980 |
| Claude Cohen-Tannoudji       | Collège de France                                                | 1994 |
| Eugene Commins               | Universidade da Califórnia em Berkeley                           | 1987 |
| Eric Allin Cornell           | Universidade do Colorado em Boulder                              | 2000 |
| Alan Cottrell                | Universidade de Cambridge                                        | 1972 |
| Ernest Courant               | Laboratório Nacional de Brookhaven                               | 1976 |
| Ramanath Cowsik              | Washington University                                            | 2004 |
| Horace Crane                 | Universidade de Michigan                                         | 1966 |
| Edward Creutz                | Bishop Museum                                                    | 1975 |
| Albert Crewe                 | Universidade de Chicago                                          | 1972 |
| James Cronin                 | Universidade de Chicago                                          | 1970 |
| J. C. Seamus Davis           | Universidade Cornell                                             | 2010 |
| Pierre-Gilles de Gennes      | Collège de France                                                | 1987 |
| Hans Georg Dehmelt           | Universidade de Washington                                       | 1978 |
| Stanley Deser                | Universidade Brandeis                                            | 1994 |
| Persis Drell                 | Centro de Aceleração Linear de Stanford                          | 2010 |
| Sidney Drell                 | Universidade Stanford                                            | 1969 |
| Freeman Dyson                | Instituto de Estudos Avançados de Princeton                      | 1964 |
| Val Logsdon Fitch            | Universidade de Princeton                                        | 1966 |
| E. Norval Fortson            | Universidade de Washington                                       | 1998 |
| Hans Frauenfelder            | Laboratório Nacional de Los Alamos                               | 1975 |
| Stuart Freedman              | Universidade da Califórnia em Berkeley                           | 2001 |
| Jerome Isaac Friedman        | Instituto de Tecnologia de Massachusetts                         | 1992 |
| Mary Gaillard                | Universidade da Califórnia em Berkeley                           | 1991 |
| Richard Garwin               | IBM                                                              | 1966 |
| Murray Gell-Mann             | Santa Fe Institute                                               | 1960 |
| Margaret Geller              | Smithsonian Astrophysical Observatory                            | 1992 |
| Howard Georgi                | Universidade Harvard                                             | 1995 |
| Vitaly Ginzburg              | Academia de Ciências da Rússia                                   | 1981 |
| Sheldon Lee Glashow          | Universidade Harvard                                             | 1977 |
| Roy J. Glauber               | Universidade Harvard                                             | 1988 |
| Marvin L. Goldberger         | Universidade da Califórnia em San Diego                          | 1963 |
| Gerson Goldhaber             | Universidade da Califórnia em Berkeley                           | 1977 |
| Jerry Gollub                 | Haverford College                                                | 1993 |
| Lev Gor'kov                  | Universidade do Estado da Flórida                                | 2005 |
| Kenneth Greisen              | Universidade Cornell                                             | 1974 |
| David Gross                  | Universidade da Califórnia em Santa Bárbara                      | 1986 |
| Alan Guth                    | Instituto de Tecnologia de Massachusetts                         | 1989 |
| Martin Gutzwiller            | IBM                                                              | 1992 |
| Willy Haeberli               | Universidade do Wisconsin-Madison                                | 2002 |
| Theodor Hänsch               | Max Planck Institute for Quantum Optics                          | 2001 |
| Erwin Hahn                   | Universidade da Califórnia em Berkeley                           | 1972 |
| John L. Hall                 | Universidade do Colorado em Boulder                              | 1984 |
| Bertrand Halperin            | Universidade Harvard                                             | 1982 |
| William Happer               | Universidade de Princeton                                        | 1996 |
| Serge Haroche                | Collège de France                                                | 2010 |
| James Hartle                 | Universidade da Califórnia em Santa Bárbara                      | 1991 |
| Wick Haxton                  | Universidade de Washington                                       | 1999 |
| Ernest Henley                | Universidade de Washington                                       | 1979 |
| W. Conyers Herring           | Universidade Stanford                                            | 1968 |
| Pierre Hohenberg             | Universidade de Nova Iorque                                      | 1989 |
| John Hopfield                | Universidade de Princeton                                        | 1973 |
| Gary Horowitz                | Universidade da Califórnia em Santa Bárbara                      | 2010 |
| Barbara Jacak                | Stony Brook University                                           | 2009 |
| Roman Jackiw                 | Instituto de Tecnologia de Massachusetts                         | 1998 |
| J. D. Jackson                | Universidade da Califórnia em Berkeley                           | 1990 |
| Ali Javan                    | Instituto de Tecnologia de Massachusetts                         | 1974 |
| Leo Kadanoff                 | Universidade de Chicago                                          | 1978 |
| Wolfgang Ketterle            | Instituto de Tecnologia de Massachusetts                         | 2002 |
| H. Jeffrey Kimble            | Instituto de Tecnologia da Califórnia                            | 2002 |
| Toichiro Kinoshita           | Universidade Cornell                                             | 1991 |
| Charles Kittel               | Universidade da Califórnia em Berkeley                           | 1957 |
| Steven Kivelson              | Universidade Stanford                                            | 2010 |
| Martin Klein                 | Universidade Yale                                                | 1977 |
| Daniel Kleppner              | Instituto de Tecnologia de Massachusetts                         | 1986 |
| Walter Kohn                  | Universidade da Califórnia em Santa Bárbara                      | 1969 |
| Jun Kondo                    | National Institute of Advanced Industrial Science and Technology | 2009 |
| Steven Koonin                | Departamento de Energia dos Estados Unidos                       | 2010 |
| William Kraushaar            | Universidade do Wisconsin-Madison                                | 1973 |
| Andrew Lange                 | Instituto de Tecnologia da Califórnia                            | 2004 |
| Robert B. Laughlin           | Universidade Stanford                                            | 1994 |
| Benjamin Lax                 | Instituto de Tecnologia de Massachusetts                         | 1969 |
| Leon M. Lederman             | Fermilab                                                         | 1965 |
| David Morris Lee             | Universidade Cornell                                             | 1991 |
| Tsung-Dao Lee                | Universidade Columbia                                            | 1964 |
| Anthony James Leggett        | Universidade de Illinois em Urbana-Champaign                     | 1997 |
| Allan MacDonald              | Universidade do Texas em Austin                                  | 2010 |
| Peter Mansfield              | Universidade de Nottingham                                       | 2009 |
| Paul Martin                  | Universidade Harvard                                             | 1979 |
| John C. Mather               | NASA Goddard Space Flight Center                                 | 1997 |
| Rudolf Mössbauer             | Universidade Técnica de Munique                                  | 1978 |
| Ben Roy Mottelson            | Nordic Institute for Theoretical Physics                         | 1973 |
| Margaret Murnane             | Universidade do Colorado em Boulder                              | 2004 |
| Yoichiro Nambu               | Universidade de Chicago                                          | 1973 |
| David Nygren                 | Universidade da Califórnia em Berkeley                           | 2000 |
| José Onuchic                 | Rice University                                                  | 2006 |
| Douglas D. Osheroff          | Universidade Stanford                                            | 1987 |
| Albert Overhauser            | Universidade de Purdue                                           | 1976 |
| Roger Penrose                | Universidade de Oxford                                           | 1998 |
| Martin Lewis Perl            | Universidade Stanford                                            | 1981 |
| Saul Perlmutter              | Universidade da Califórnia em Berkeley                           | 2002 |
| William Daniel Phillips      | National Institute of Standards and Technology                   | 1997 |
| David Pines                  | Laboratório Nacional de Los Alamos                               | 1973 |
| Alexander Polyakov           | Universidade de Princeton                                        | 2005 |
| Robert Pound                 | Universidade Harvard                                             | 1961 |
| Charles Prescott             | Universidade Stanford                                            | 2001 |
| David Pritchard              | Instituto de Tecnologia de Massachusetts                         | 1999 |
| Helen Quinn                  | Universidade Stanford                                            | 2003 |
| John Reppy                   | Universidade Cornell                                             | 1988 |
| Paul L. Richards             | Universidade da Califórnia em Berkeley                           | 1985 |
| Robert Coleman Richardson    | Universidade Cornell                                             | 1986 |
| Burton Richter               | Universidade Stanford                                            | 1977 |
| R. G. Hamish Robertson       | Universidade de Washington                                       | 2004 |
| Heinrich Rohrer              | IBM                                                              | 1988 |
| Carlo Rubbia                 | Organização Europeia para a Pesquisa Nuclear                     | 1987 |
| Malvin Ruderman              | Universidade Columbia                                            | 1972 |
| David Ruelle                 | Institut des Hautes Études Scientifiques                         | 2002 |
| N. P. Samios                 | Laboratório Nacional de Brookhaven                               | 1982 |
| Jack Sandweiss               | Universidade Yale                                                | 1987 |
| Douglas Scalapino            | Universidade da Califórnia em Santa Bárbara                      | 1991 |
| John Schiffer                | Argonne National Laboratory                                      | 1987 |
| John Robert Schrieffer       | Universidade do Estado da Flórida                                | 1971 |
| Melvin Schwartz              | Universidade Columbia                                            | 1975 |
| John Henry Schwarz           | Instituto de Tecnologia da Califórnia                            | 1997 |
| Frederick Seitz              | Universidade Rockefeller                                         | 1951 |
| Andrew Sessler               | Universidade da Califórnia em Berkeley                           | 1990 |
| Kai Siegbahn                 | Universidade de Uppsala                                          | 1983 |
| Charles Slichter             | Universidade de Illinois em Urbana-Champaign                     | 1967 |
| Peter Sorokin                | IBM                                                              | 1976 |
| Paul Steinhardt              | Universidade de Princeton                                        | 1998 |
| Harry Suhl                   | Universidade da Califórnia em San Diego                          | 1976 |
| Leonard Susskind             | Universidade Stanford                                            | 2000 |
| David Tank                   | Universidade de Princeton                                        | 2001 |
| Richard E. Taylor            | Universidade Stanford                                            | 1993 |
| Saul Teukolsky               | Universidade Cornell                                             | 2003 |
| Walter Thirring              | Universidade de Viena                                            | 1988 |
| Kip Thorne                   | Instituto de Tecnologia da Califórnia                            | 1973 |
| Maury Tigner                 | Universidade Cornell                                             | 1993 |
| Samuel C. C. Ting            | Instituto de Tecnologia de Massachusetts                         | 1977 |
| Alvin Tollestrup             | Fermilab                                                         | 1996 |
| Akira Tonomura               | Hitachi (empresa)                                                | 2000 |
| Charles Townes               | Universidade da Califórnia em Berkeley                           | 1956 |
| George Trilling              | Universidade da Califórnia em Berkeley                           | 1983 |
| Michael Turner               | Universidade de Chicago                                          | 1997 |
| Dale Van Harlingen           | Universidade de Illinois em Urbana-Champaign                     | 2003 |
| Martinus J. G. Veltman       | Universidade de Michigan                                         | 2000 |
| Robert Wald                  | Universidade de Chicago                                          | 2001 |
| Kenneth Watson               | Universidade da Califórnia em San Diego                          | 1974 |
| Steven Weinberg              | Universidade do Texas em Austin                                  | 1972 |
| Rainer Weiss                 | Instituto de Tecnologia de Massachusetts                         | 2000 |
| Carl Wieman                  | Universidade do Colorado em Boulder                              | 1995 |
| Arthur Wightman              | Universidade de Princeton                                        | 1970 |
| Frank Wilczek                | Instituto de Tecnologia de Massachusetts                         | 1990 |
| Clifford Martin Will         | Washington University                                            | 2007 |
| Kenneth G. Wilson            | Universidade do Estado de Ohio                                   | 1975 |
| David Wineland               | National Institute of Standards and Technology                   | 1992 |
| Mark B. Wise                 | Instituto de Tecnologia da Califórnia                            | 2007 |
| Michael Witherell            | Fermilab                                                         | 1998 |
| Edward Witten                | Instituto de Estudos Avançados de Princeton                      | 1988 |
| Lincoln Wolfenstein          | Universidade Carnegie Mellon                                     | 1978 |
| Stanford Earl Woosley        | Universidade da Califórnia em Santa Cruz                         | 2006 |
| Chen Ning Yang               | State University of New York at Stony Brook                      | 1965 |
| Guangzhao Zhou               | China Association for Science and Technology                     | 1987 |
| Bruno Zumino                 | Universidade da Califórnia em Berkeley                           | 1985 |
| George Zweig                 | Instituto de Tecnologia de Massachusetts                         | 1996 |